# アイム・ヒア (映画)
『アイム・ヒア』(I'm Here) は、2010年のアメリカの短編映画。人間とロボットが共生する世界で、2人のロボットの恋を描くSF恋愛映画で、スパイク・ジョーンズが脚本と監督を務めた。
物語はシェル・シルヴァスタインの『おおきな木』が基になっており、主人公の名前シェルドンはシルヴァスタインにちなんでいる。
2010年2月21日、サンダンス映画祭のオープニング作品の1つとして初上映された。2010年3月には映画の公式ウェブサイト上で作品の全編が公開された。
2010年8月には、映画の製作に関する情報と写真を収めた本、サウンドトラックCD、映画本編と特典映像を収録したDVDの3点がセットで発売された。日本ではこのセットは2011年3月16日に発売され、これに伴い2月19日から5月15日にかけて渋谷のDIESEL ART GALLERYでは本編の上映や映画で使われたロボットやスケッチ、スチル写真などの展示「There Are Many of Us – I'm Here」が開催された。
さらに2011年12月17日以降、渋谷のユーロスペースを皮切りに「INVITATION from SPIKE JONZE」としてジョーンズの他の短編『みんなの知らないセンダック』(Tell Them Anything You Want: A Portrait of Maurice Sendak)、『モーリス 万博に行く』(Maurice at the World's Fair) と併映で劇場公開される。